# 小行星7358
小行星7358  尾賴（英語：7358 Oze）是一颗围绕太阳公转的小行星。1995年12月27日，小林隆男在大泉町发现了此天体，以日本最大的高原溼地「尾瀨之原」命名。
这颗小行星的绝对星等为14.6等。